# Éric Defert
 (mai 2018).
Si vous disposez d'ouvrages ou d'articles de référence ou si vous connaissez des sites web de qualité traitant du thème abordé ici, merci de compléter l'article en donnant les références utiles à sa vérifiabilité et en les liant à la section « Notes et références ».
Pour les articles homonymes, voir Defert.
Éric Defert est un navigateur professionnel et entrepreneur français, né en 1976 à Tours. Il détient depuis 2011 le Record de l'Atlantique Nord en solitaire en Class40.
En 2016, à la suite de la rencontre avec le biologiste Pierre Mollo, il se passionne pour le plancton commence à s'engager pour les sciences de l'océan à la voile avec l'association Iodysséus.
Il conjugue entre sa passion pour la voile de compétition et les expéditions d'océanographie à la voile.

## Biographie
Il habite à Plobannalec Lesconil dans le Finistère.
Depuis 2022, il est le skipper du MOD70 Axciss / Groupe Drekan
Il fonde en 2021, avec 2 amis , la société Bue Observer, qui mènera la première campagne à la voile entre l'Atlantique Nord et Sud pour le réseau Argo avec le déploiement de 95 flotteurs profilants autonomes mesurant en temps réel la température et la salinité des 2000 premiers mètres de l'Océan.
En 2017, il skippait le trimaran de la classe Ocean Filty DREKAN Energie, avec lequel il participe et chavire au large du Portugal lors de la Transat Jacques Vabre avec son équipier Christopher Pratt.

## Palmarès et expéditions
- 2023: Vainqueur de La Sénane[6] en MOD70
- 2022: Rolex Middle Sea Race en trimaran MOD70
  - Tour de Corse à la Voile
  - Record sur la Ronde Sénane
- 2021: Expédition océanographique[7] de 3 mois avec Blue Observer pour le réseau Argo sous coordination Jcommops
- 2019: Expédition océanographique à la voile[8] "Bloom" avec Iodysséus
- 2017: Transat Jacques Vabre[9], chavirage[10] au large du Portugal[11]

- 2013: Record de la traversée de la Manche en catamaran de sport[12]
- 2012: 7ième de la Normandy Channel Race avec Marc Lepesqueux sur le Class40 "Les Conquérants Caen la mer"
- 2011: Record de l'Atlantique Nord en solitaire[13] en Class 40 New York Cap Lizard en 11 jours 11 heures 30 minutes et 58 secondes sur le Class40 "Drekan Énergie"[14]
  - Transat Jacques Vabre mais abandon pour cause de blessure de son équipier Éric Lecoq[15]
- 2010: 21 de la Route du Rhum sur le Class40 "Drekan Énergie"[16]

- 2007 : 12 ième de la Transat Jacques Vabre sur le Class40 Thirard avec Pascal Doin[17]
  - 23e du Trophée BPE[18]
  - 25 ième Solitaire du Figaro[19]

- 2006 : 41e de la Solitaire du Figaro - 15e de la Transat AG2R[20]
- 2005: 22 ième[21] de la Generali Solo
  - 36 ième[22] de la Solitaire du Figaro
  - 33 ième du Tour de Bretagne à la voile
- 2004: 13 ième Mini Fastnet

- 2003 : 17 ième Transat 6,50 Charente Maritime Bahia
  - 4 ième Open 6,50 Demi Clé Solitaire
  - 4 ième Chrono 6,50
- 2002:  7 ième Mini Fastnet